# Лейк-Лос-Анджелес (Каліфорнія)
Лейк-Лос-Анджелес (англ. Lake Los Angeles) — переписна місцевість (CDP) в США, в окрузі Лос-Анджелес штату Каліфорнія. Населення — 13 187 осіб (2020).

## Географія
Лейк-Лос-Анджелес розташований за координатами 34°36′42″ пн. ш. 117°50′3″ зх. д. / 34.61167° пн. ш. 117.83417° зх. д. (34.611803, -117.834173).  За даними Бюро перепису населення США в 2010 році переписна місцевість мала площу 25,36 км², з яких 25,23 км² — суходіл та 0,13 км² — водойми.

## Демографія
Згідно з переписом 2010 року, у переписній місцевості мешкало 12 328 осіб у 3267 домогосподарствах у складі 2665 родин. Густота населення становила 486 осіб/км².  Було 3658 помешкань (144/км²).
Расовий склад населення:
| - 55,7 % — білих - 11,3 % — чорних або афроамериканців - 1,4 % — корінних американців - 0,9 % — азіатів - 0,2 % — вихідців з тихоокеанських островів - 24,9 % — осіб інших рас |

До двох чи більше рас належало 5,6 %. Частка іспаномовних становила 53,6 % від усіх жителів.
За віковим діапазоном населення розподілялося таким чином: 33,2 % — особи молодші 18 років, 59,2 % — особи у віці 18—64 років, 7,6 % — особи у віці 65 років та старші. Медіана віку мешканця становила 29,9 року. На 100 осіб жіночої статі у переписній місцевості припадало 100,8 чоловіків;  на 100 жінок у віці від 18 років та старших — 98,8 чоловіків також старших 18 років.
Середній дохід на одне домашнє господарство  становив 50 888 доларів США (медіана — 40 240), а середній дохід на одну сім'ю — 54 428 доларів (медіана — 43 006). Медіана доходів становила 42 317 доларів для чоловіків та 31 771 долар для жінок. За межею бідності перебувало 30,1 % осіб, у тому числі 41,3 % дітей у віці до 18 років та 16,7 % осіб у віці 65 років та старших.
Цивільне працевлаштоване населення становило 3702 особи. Основні галузі зайнятості: освіта, охорона здоров'я та соціальна допомога — 23,3 %, виробництво — 11,8 %, науковці, спеціалісти, менеджери — 11,6 %.